# 克拉斯·约翰松
克拉斯·约翰松（瑞典語：Claes Johanson，1884年11月4日—1949年3月9日），瑞典男子摔跤运动员。他曾代表瑞典参加1912年、1920年和1924年夏季奥林匹克运动会摔跤比赛，共获得二枚金牌。